# Magia grzechu
Magia grzechu (hiszp. ː Los encantos de la culpa) – jedno z najwybitniejszych auto sacramental Pedra Calderóna de la Barki opartych na tematyce mitologicznej. Głównym wątkiem fabularnym utworu jest pobyt Odyseusza na wyspie Circe.

## Geneza utworu
Magia grzechu powstała w 1649 roku. Jej argumento zostało oparte na epizodzie z X księgi Odysei opowiadającym o pobycie Odyseusza na wyspie Circe oraz na fragmencie z Metamorfoz Owidiusza. Ze współczesnych Calderónowi autorów warto wskazać na dwa poematy narracyjne Polifemo Luisa de Gongory i La Circe Lopego de Vegi, a także auto sacramental La Navegación de Ulises (Wyprawa Ulisesa) pióra Juana Ruiza Alcei, pustelnika z Santa Quiteria koło Ajofrin (Toledo). W raczej przeciętnej sztuce Alcei Odyseusz również symbolizuje Człowieka, towarzyszy mu pięć Zmysłów, Circe oznacza Grzech. Calderón poznał ten utwór najprawdopodobniej poprzez Joségo de Valdivielsa, który go cenzurował. Na możliwość chrześcijańskiej interpretacji tego mitu zwrócił uwagę ojciec Baltasar de Vitoria w Teatro de los dioses de la Gentalidad (Teatr bogów Pogaństwa, 1619).
Po raz pierwszy po temat Odyseusza i Circe Calderón sięgnął w 1630 roku, pisząc wspólnie z Antoniem Mirą de Amescua i Juanem Perezemde Montalbanem, komedię Polifemo y Circe. Komedia ta stała się punktem wyjścia dla Calderonowskiej sztuki El mayor encanto, amor (Największym czarem miłość, 1635). Po napisaniu Magii grzechu, dramaturg powrócił jeszcze raz do tego tematu w 1657, pisząc niezbyt udaną zarzuelę El Golfo de las sirenas (Zatoka syren).

## Osoby
| Osoba       | Jej rola w dramacie               |
| ----------- | --------------------------------- |
| Człowiek    | Ulisses                           |
| Rozum       | mentor Człowieka i sternik okrętu |
| Smak        | jeden ze zmysłów Człowieka        |
| Dotyk       | jeden ze zmysłów Człowieka        |
| Węch        | jeden ze zmysłów Człowieka        |
| Wzrok       | jeden ze zmysłów Człowieka        |
| Słuch       | jeden ze zmysłów Człowieka        |
| Łakomstwo   | Dwórka Circe                      |
| Pochlebstwo | dwórka Circe                      |
| Pokuta      | Iris                              |
| Grzech      | Circe                             |
| Lubieżność  | dwórka Circe                      |

## Miejsce akcji
Akcja utworu rozgrywa się na morzu, a następnie na wyspie Aja, należącej do czarodziejki Circe.

## Treść

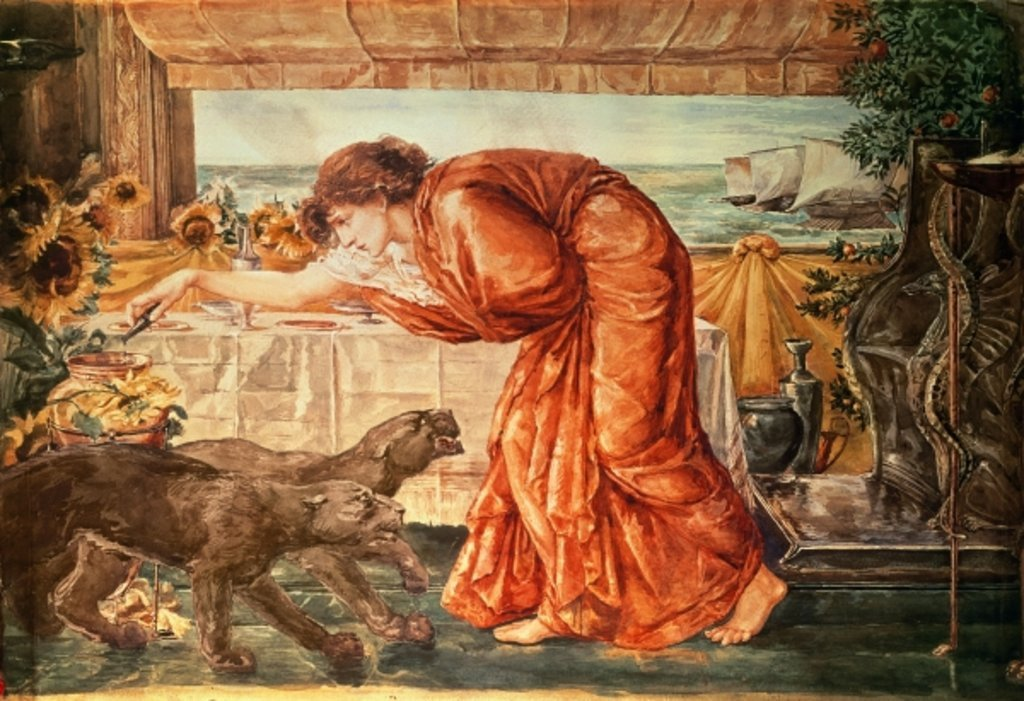
Circe wlewa truciznę do wazy i czeka na przybycie Odyssa. Edward Burne-Jones.

Burza miota okrętem. Zmysły są przerażone. Rozum radzi, by wezwały pomocy niebieskiej. Rzeczywiście nawałnica cichnie i okręt przybija do brzegu. Człowiek wysyła swe Zmysły na poszukiwanie jadła noclegu i wygód po trudach podróży. Pozbawiony Zmysłów zasypia. Rozum wyrusza za Zmysłami, aby je na powrót sprowadzić. Człowiek budzi się z koszmaru. Okazuje się, że jego zmysły zostały zaćmione. Przybywszy do pałacu Circe-Grzechu zostały uwiedzione przez jej dwórkiː Wzrok przez Zazdrość, Dotyk przez Lubieżność, Smak przez Łakomstwo, Węch przez Obmowę, a Słuch przez Pochlebstwo, a następnie zostają zamienione w tygrysa, niedźwiedzia, świnię, lwa i kameleona. Człowiek, postanawia uciec z zaczarowanej wyspy, musi jednak najpierw uwolnić z niewoli swoje Zmysły. Za radą Rozumu uznaje swoją winę i prosi niebo o pomoc. Jakoż zjawia się Iris-Pokuta i wręcza mu bukiet cnót, które pokonają każdy czar.
Ulisses-Człowiek staje naprzeciw Circe-Grzechu. Bukietem cnót demaskuje truciznę w kielichu podanym mu przez Lubieżność. Circe-Grzech musi wypuścić Zmysły. Te jednak nie chcą wracać na morze, a Człowiek jest ciekawy uroczej czarodziejki. Wysyła więc Rozum na statek, aby przygotował wszystko do odjazdu. Korzystając z odprawienia Rozumu, Grzech namawia Człowieka, by został i odpoczął jest przecież bezpieczny mając bukiet otrzymany od Pokuty. Roztacza przed swoim słuchaczem uroki pobytu w jej pałacu, a zauroczony Człowiek gubi kwiaty, a na koniec niszczy trzymany w ręku bukiet. Ostatecznie ulega Grzechowi i wchodzi za nią do pałacu, mimo nawoływań powracającego Rozumu.

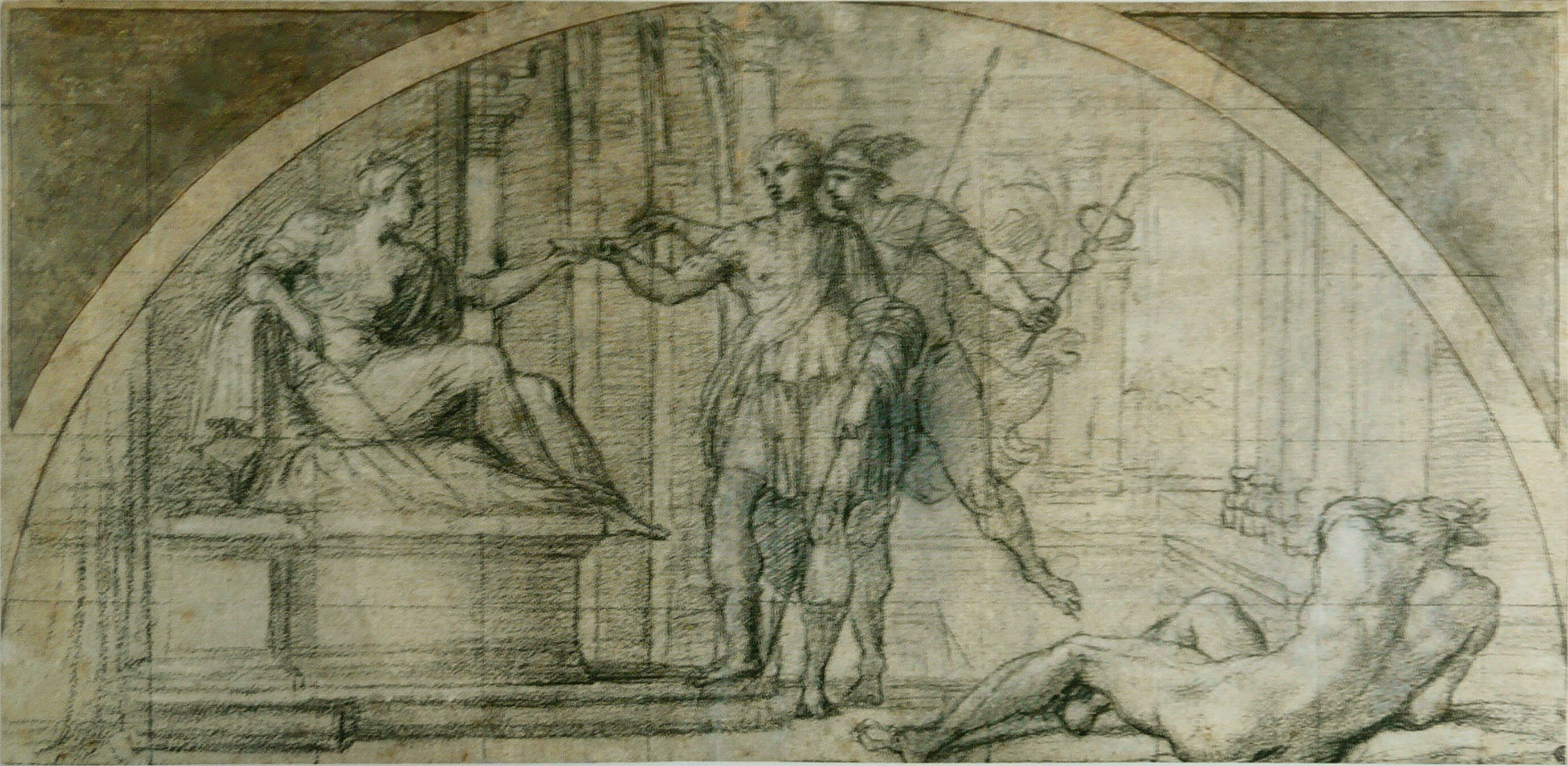
Merkury broni Ulissesa przed czarami Circe. Annibale Caracci

Iris-Pokuta przybywa, by zebrać porozrzucane kwiaty, radzi przygnębionemu Rozumowi, by przeraził Człowieka. Gdy ten zasiada do uczty w pałacu Grzechu, Rozum psuje pogodny nastrój, przypominając Człowiekowi o nietrwałości i fałszywości dóbr, które ofiaruje mu Grzech i o śmierci, która wszystko zweryfikuje. Człowiek zaczyna się wahać, a Grzech pociąga go ku cielesności i beztrosce, ku zwróceniu się ku życiu i czerpaniu z niego. Pamięć o śmierci, którą podsuwa Rozum, powoli jednak zmienia nastawienie człowieka. Widzi iluzoryczność dóbr, które oferuje Grzech i chce go porzucić. Grzech jest jednak pewny swego zwycięstwaː Człowiek zniszczył bukiet cnót, nie zdoła go porzucić. Naprzeciw skruszonemu grzesznikowi przybywa jednak Pokuta na tryumfalnym wozie, przywożąc odnowiony bukiet. Obiecuje też zniszczyć fałszywe potrawy Grzechu, by odtąd Człowiek mógł się już żywić tylko prawdziwym pokarmem – Ciałem i Krwią Pańską. Grzech próbuje przekonać Zmysły, że to co ukazuje Pokuta jest tylko zwykłym chlebem. Słuch jednak daje posłuch temu, co twierdzi Wiara. Zmysły zostają oczyszczone. Wszyscy wracają na pokład Kościoła. Grzech sroży się, ale nic nie może zdziałać przeciw niemu. Zostaje sam. Jego pałac się zapada.

## Analiza

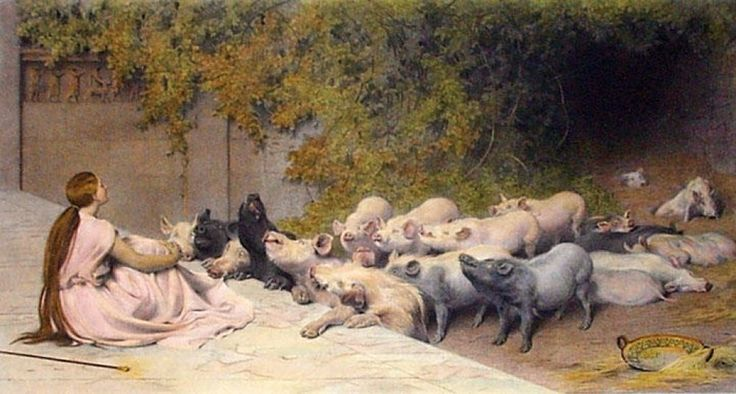
Circe i jej świnie. Briton Rivière. 1896.

Zasadniczy konflikt w utworze, podobnie jak w komediowym pierwowzorze El mayor encanto, amor (Największym czarem, miłość), rozgrywa się pomiędzy namiętnością a obowiązkiem, a w planie metafizycznym między materią a duchem. U Homera Odys trafia na wyspę czarodziejki Kirke, która przemienia jego towarzyszy w świnie, pokonana przez herosa, zakochuje się w nim, on jednak po jakimś czasie ją porzuca, ruszając w dalszą drogę do Itaki. Calderonowy Odys/Ulisses jest jednocześnie Człowiekiem, a Circe – Grzechem. Podróż morska stanowi obraz ludzkiej wędrówki przez życie, pełnej zagrożeń i pokus. W czasach Calderóna dodatkowo kojarzyła się z epoką wielkich odkryć morskich, konkwistadorów i misji w dalekich, egzotycznych krajach, a sam okręt często służył jako obraz nawy Kościoła.
Sternikiem na statku, a jednocześnie mentorem Człowieka jest Rozum. Przypomina mu nieustannie o jego powołaniu, obowiązkach, konieczności samodyscypliny i niejednokrotnie bolesnych samoograniczeń. Załogę statku dopełniają Zmysły, będące w nieustannym konflikcie z Rozumem. Typowe dla autos sacramentales rozszczepienie Człowieka na części składowe doskonale dramatyzuje opowiadaną historię, ale i samą istotę człowieka, sprawiając, że akcja rozgrywa się jednocześnie na dwóch planachː zewnętrznym – na wyspie i wewnętrznym – w ludzkiej psychice. Aby prawidłowo funkcjonować Człowiek musi zachować równowagę pomiędzy Rozumem a Zmysłami. Sytuacja ta przypomina stosunki panujące na ówczesnym dworze królewskim Hiszpanii. Władca (Człowiek) dąży do tego, by zapanować nad ambicjami sprawującego najwyższą władzę faworyta-pierwszego ministra (Rozum) i ministrów-dworaków (Zmysły), którzy starają się znaleźć jak najbliżej króla, wpływać na podejmowane przezeń decyzje, zabiegać o jego łaskę, swoją pozycję i korzyści.
Gdy Ulisses ląduje na wyspie sytuacja jest na pozór prostaː Dobro napotyka Zło, Wiara – Grzech. Niestety Człowiek i jego Zmysły zakochują się w Circe-Grzechu i jej dworkach – Występkach. Nie jest to siedem grzechów głównych, lecz sześć kusicielekː Słuch uwodzi Pochlebstwo, Wzrok –  Zazdrość (a raczej Zawiść, która za-widzi), Smak ulega Łakomstwu, Dotyk –  Lubieżności, Węch, który wszędzie węszy podstęp –  Obmowa. Rozum pokonuje podszepty Pychy, ale Człowiek o zaślepionych Zmysłach ulega perswazjom Circe-Grzechu, która przemawia do jego ciekawości, pragnienia odpoczynku, zdobycia tajemnej wiedzy, zmysłowości. Człowiek napominany przez Rozum i kuszony przez Grzech jest rozdarty pomiędzy umiłowaniem świata a pragnieniem świętości, potrzebą samoograniczenia się i dyscypliny a równie silną potrzebą swobody i użycia, tęsknotą za ładem i regułami a buntem przeciwko temu wszystkiemu i zafascynowaniem ciemniejszymi stronami egzystencji.

## Magia grzechuw Polsce
Magia grzechu miała swoją polską prapremierę we Wrocławiu w 1987 roku w reżyserii Mirosława Kocura. Później była wystawiona w Białymstoku w 1993 roku w reżyserii Adriano Pizzino i w Warszawie w 1994 roku w reżyserii Tadeusza Słobodzianka. W 1993 roku w Zakopanem Andrzej Dziuk zrealizował montaż zatytułowany Pokusa, którego główną część stanowiła Magia grzechu. Tłumaczenie dramatu, dokonane przez Leszka Białego ukazało się w 1997 roku